# Antonio Canepa (scultore)
Antonio Canepa (Rapallo, 1850 – Genova, 20 marzo 1931) è stato uno scultore italiano che operò soprattutto in Liguria tra la fine dell'Ottocento e i primi decenni del Novecento.

## Biografia
Nacque nel 1850 a Santa Maria del Campo, nei pressi di Rapallo, ma si trasferì a Genova giovanissimo, lavorando come garzone in un'osteria. La sua produzione, rivolta prevalentemente a soggetti sacri, è presente in molte chiese di Genova e della Liguria.
Nel contempo frequentò l'Accademia ligustica di belle arti.
Morì nel capoluogo ligure il 20 marzo 1931 trovando sepoltura presso il cimitero monumentale di Staglieno.

## Opere principali
Nella sua cinquantennale attività scultorea realizzò 316 statue, di cui 101 ritraenti come soggetto la Vergine Maria in vari titoli e, nel particolare, 43 sculture raffiguranti la Madonna della Guardia. La prima delle quali fu quella scolpita nel 1893 per il santuario di Nostra Signora della Guardia di Velva (Castiglione Chiavarese).
Essendo la statua di Velva riuscitissima, Antonio Canepa ne scolpì altre 38 circa per le chiese della Liguria e oltre. La seconda, la realizzò nel 1894 per il santuario della Guardia sul Monte Figogna, collocata dietro all'altare maggiore, entro una grande nicchia in marmo, opera dello scultore genovese Antonio Ricchino (1899).
Nel 1917 fece il bozzetto ligneo per la statua marmorea della Madonna della Guardia che i fedeli genovesi vollero donare al concittadino papa Benedetto XV e che lo stesso papa fece collocare nel capitello votivo nei Giardini Vaticani.

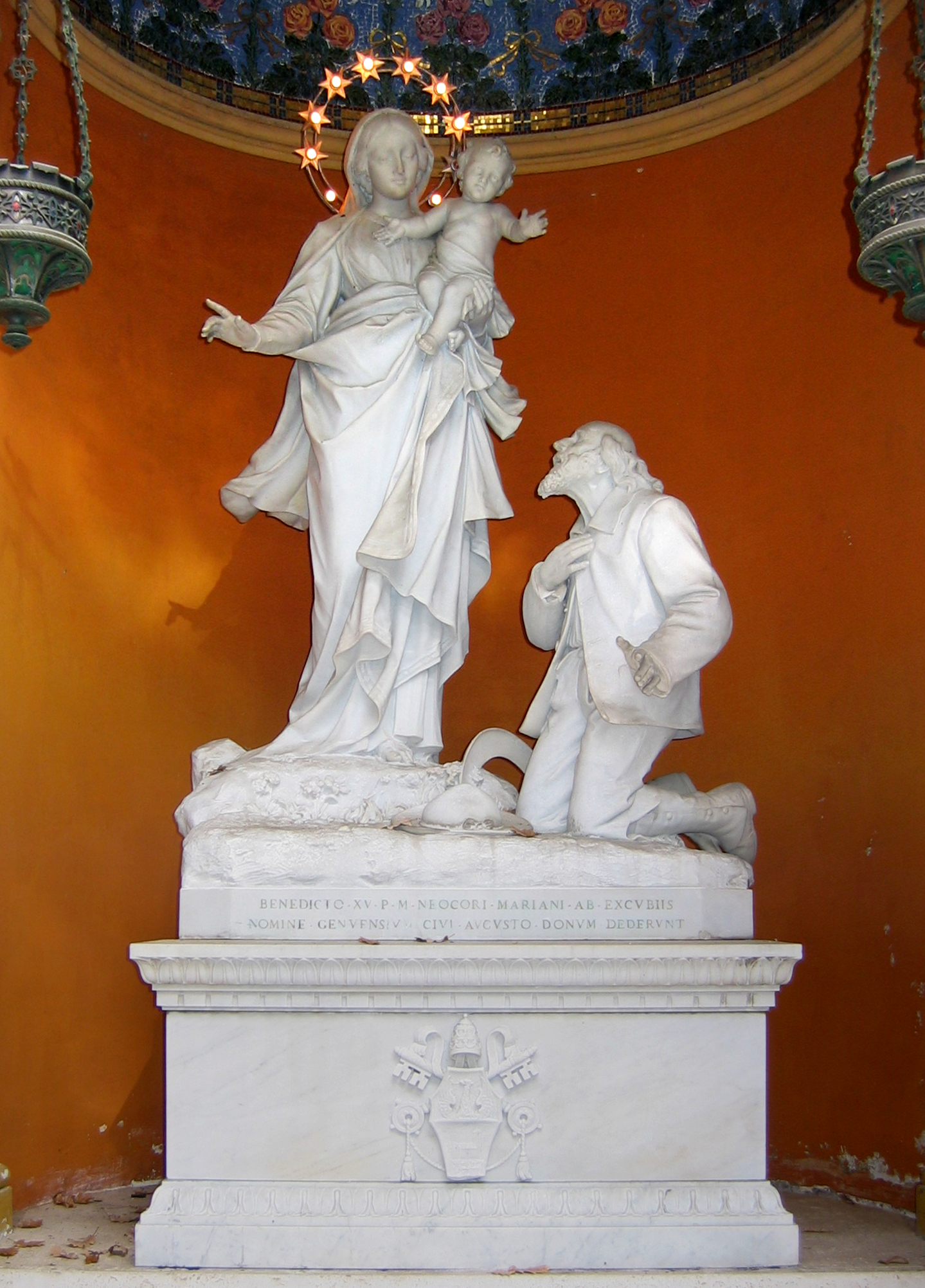
La statua della Madonna della Guardia nel capitello votivo dei Giardini Vaticani.

Altre sue opere si trovano nelle seguenti chiese:
- Chiesa San Giovanni Maggiore (Salea d'Albenga): statua Madonna del Rosario 1905
- Chiesa di San Rocco (Garlenda) statua di San Rocco 1899
- Chiesa della Santissima Trinità (Rapallo): statua della Madonna Addolorata, 1908
- Chiesa di Santa Croce (Pieve Ligure): statua della Madonna della Guardia, 1913
- Chiesa di San Fabiano e Sebastiano (Campochiesa d’Albenga): statua equestre di San Giorgio,1910
- Chiesa dell’Assunta (Leca di Albenga): statua dell’Assunta,1909
- Chiesa parrocchiale di Sant'Ambrogio di Uscio: statua della Madonna della Guardia, 1912
- Chiesa di San Francesco alla Chiappetta di Bolzaneto: statua della Madonna della Guardia
- Chiesa di Santa Maria Assunta in Missano (Castiglione Chiavarese): statua di Santa Caterina d'Alessandria d'Egitto, 1915, definita all'epoca "genialissima e perfettissima opera"
- Santuario di Nostra Signora dell'Acquasanta (Mele): statua processionale della Madonna, 1911
- Chiesa di San Giovanni Bosco e San Gaetano (Sampierdarena): bassorilievo in marmo raffigurante la Natività
- Chiesa parrocchiale di San Siro di Langasco (Campomorone): statua della Madonna del Rosario
- Chiesa di San Siro (Genova Nervi)
- Chiesa di San Rocco (Genova): statua della Madonna della Guardia
- Chiesa di Sant'Antonio in Boccadasse (Genova)
- Santuario di Nostra Signora dei Miracoli (Cicagna)
- Cappella delle Figlie di Nostra Signora di Misericordia (Genova): statua della Madonna della Misericordia
- Chiesa di Sant'Anna di Teglia (Genova-Rivarolo): gruppo ligneo di Sant'Anna e Maria Santissima
- Chiesa di Nostra Signora dell'Aiuto di Genova-Trasta: statua della Madonna dell'Aiuto
- Parrochia Santuario di Nostra Signora della Guardia (Rosario, Santa Fe, Argentina), statua della Madonna della Guardia, 1925.
- Santuario della Madonna della Guardia (Rosano di Cabella Ligure): statua lignea di San Giacomo Maggiore.